# トラッシュ (アリス・クーパーのアルバム)
『トラッシュ』（Trash）は、アリス・クーパーが1989年に発表した11作目のスタジオ・アルバム。エピック・レコード移籍第1弾アルバムとして発表された。

## 背景
ボン・ジョヴィとの仕事で知られるデズモンド・チャイルドがプロデュースした。本作のレコーディングには、過去にクーパーのバンドのメンバーだったキップ・ウィンガーやケイン・ロバーツに加えて、ボン・ジョヴィやエアロスミスのメンバーも参加している。

## 反響・評価
本作はセールス的に成功を収めた。クーパーの母国アメリカではBillboard 200で20位に達して『アリス・クーパー地獄へ行く』（1976年）以来のトップ40入りを果たし、1989年11月にはRIAAによってゴールドディスクに認定され、1990年2月にはプラチナディスクに認定された。また、本作からは「ポイズン」（全米7位）、「ハウス・オブ・ファイアー」（全米56位）、「オンリー・マイ・ハート・トーキン」（全米89位）がシングル・ヒットしている。
全英アルバムチャートでは2位に達し、『ビリオン・ダラー・ベイビーズ』（1973年）以来のトップ10入りを果たした。オーストラリアのARIAチャートでは15週連続でトップ10入りし、最高5位に達する大ヒットを記録した。
音楽評論家のアレックス・ヘンダーソンはオールミュージックにおいて「クーパーのキャリアにおいて最も挑戦的というわけではなく、『スクールズ・アウト』や『ビリオン・ダラー・ベイビーズ』と肩を並べる作品でもないが、面白味があり、そしてかなり楽しめる」と評している。

## 収録曲
1. ポイズン "Poison" (Alice Cooper, Desmond Child, John McCurry) – 4:29
2. スパーク・イン・ザ・ダーク "Spark in the Dark" (A. Cooper, D. Child) – 3:52
3. ハウス・オブ・ファイアー "House of Fire" (A. Cooper, D. Child, Joan Jett) – 3:47
4. ホワイ・トラスト・ユー "Why Trust You" (A. Cooper, D. Child) – 3:12
5. オンリー・マイ・ハート・トーキン "Only My Heart Talkin'" (A. Cooper, Bruce Roberts, Andy Goldmark) – 4:46
6. ベッド・オブ・ネイルズ "Bed of Nails" (A. Cooper, D. Child, Diane Warren) – 4:20
7. マニアック・イン・ラヴ "This Maniac's in Love with You" (A. Cooper, D. Child, Bob Held, Tom Teeley) – 3:48
8. トラッシュ "Trash" (A. Cooper, D. Child, Mark Frazier, Jamie Sever) – 4:02
9. ヘル・イズ・リヴィング・ウィズアウト・ユー "Hell Is Living Without You" (A. Cooper, D. Child, Jon Bon Jovi, Richie Sambora) – 4:11
10. アイム・ユア・ガン "I'm Your Gun" (A. Cooper, D. Child, J. McCurry) – 3:48

### 日本盤ボーナス・トラック
1. コールド・エシル（ライヴ） "Cold Ethyl (live)" (A. Cooper, Bob Ezrin) – 3:11
2. バラッド・オブ・ドワイト・フライ（ライヴ） "Ballad of Dwight Fry (live)" (A. Cooper, Michael Bruce) – 7:23

## 参加ミュージシャン
- アリス・クーパー - ボーカル
- ジョン・マッカリー - ギター
- アラン・セント・ジョン - キーボード、バッキング・ボーカル
- ヒュー・マクドナルド - ベース、バッキング・ボーカル
- Bobby Chouinard - ドラムス
- Paul Chiten - アディショナル・キーボード
- Gregg Mangiafico - アディショナル・キーボード、スペシャル・エフェクト
- Steve Deutsch - シンセサイザー・プログラミング
- ガイ・マン＝デュード - アディショナル・ギター(on #2, #4, #7)
- ジョー・ペリー - アディショナル・ギター(on #3)
- スティーヴン・タイラー - アディショナル・ボーカル(on #5)
- ケイン・ロバーツ - アディショナル・ギター(on #6)
- ジョン・ボン・ジョヴィ - アディショナル・ボーカル(on #8)
- マーク・フレイジャー - ギター(on #8)
- ジャック・ジョンソン - ギター(on #8)
- トム・ハミルトン - ベース(on #8)
- ジョーイ・クレイマー - ドラムス(on #8)
- リッチー・サンボラ - アディショナル・ギター(on #9)
- スティーヴ・ルカサー - アディショナル・ギター(on #9)
- キップ・ウィンガー - アディショナル・ボーカル(on #10)
- Myriam Valle - バッキング・ボーカル
- Maria Vidal - バッキング・ボーカル
- Diana Graselli - バッキング・ボーカル
- デズモンド・チャイルド - バッキング・ボーカル
- Bernie Shanahan - バッキング・ボーカル
- Louie Merlino - バッキング・ボーカル
- Tom Teeley - バッキング・ボーカル
- Michael Anthony - バッキング・ボーカル
- Stiv Bators - バッキング・ボーカル
- Jango - バッキング・ボーカル
- Jamie Sever - バッキング・ボーカル
- Joe Turano - バッキング・ボーカル